# Liste der Kulturdenkmäler in Standenbühl
In der Liste der Kulturdenkmäler in Standenbühl sind alle Kulturdenkmäler der rheinland-pfälzischen Ortsgemeinde Standenbühl aufgeführt. Grundlage ist die Denkmalliste des Landes Rheinland-Pfalz (Stand: 27. November 2018).

## Einzeldenkmäler
| Bezeichnung                                  | Lage                      | Baujahr  | Beschreibung | Bild                           |
| -------------------------------------------- | ------------------------- | -------- | --- | ------------------------------ |
| Friedhofskreuz, Kriegerdenkmal und Grabmäler | Friedhofstraße Lage       | ab 1738  | auf dem spätestens um 1800 angelegten, um 1865 und gegen Ende des 19. Jahrhunderts erweiterten Friedhof mit Einfriedung aus dem 19. Jahrhundert: barockes Friedhofskreuz, 1738; Kriegerdenkmal 1914/18, 1922 von Heckelsberger, Kaiserslautern, nach 1950 erweitert; spätklassizistisches Grabmal (mit Gruft) Familie Carl Martin († 1884), gründerzeitliches Grabmal Familie Müller, um 1885 | weitere Bilder Fotos hochladen |
| Hofanlage                                    | Kaiserstraße 42 Lage      | vor 1829 | Dreiseithof; Krüppelwalmdachbau, wohl vor 1829, Umbau circa 1840/50; Oberlichtportal, bezeichnet 1718 (Vorgänger); in der Scheune kreuzgewölbter Stall, um 1850; Gartenummauerung bezeichnet 1619; ehemalige Zehntscheune mit Krüppelwalmdach, 18. Jahrhundert, Rotsandsteinquader-Scheune, um 1900                                                                                           | weitere Bilder Fotos hochladen |
| Dorfgemeinschaftshaus                        | Steinbacher Straße 1 Lage | 1827     | ehemaliges Schulhaus, heute Dorfgemeinschaftshaus; stattlicher klassizistischer Putzbau, 1827; straßenbildprägend | Fotos hochladen                |